# Señalización ferroviaria

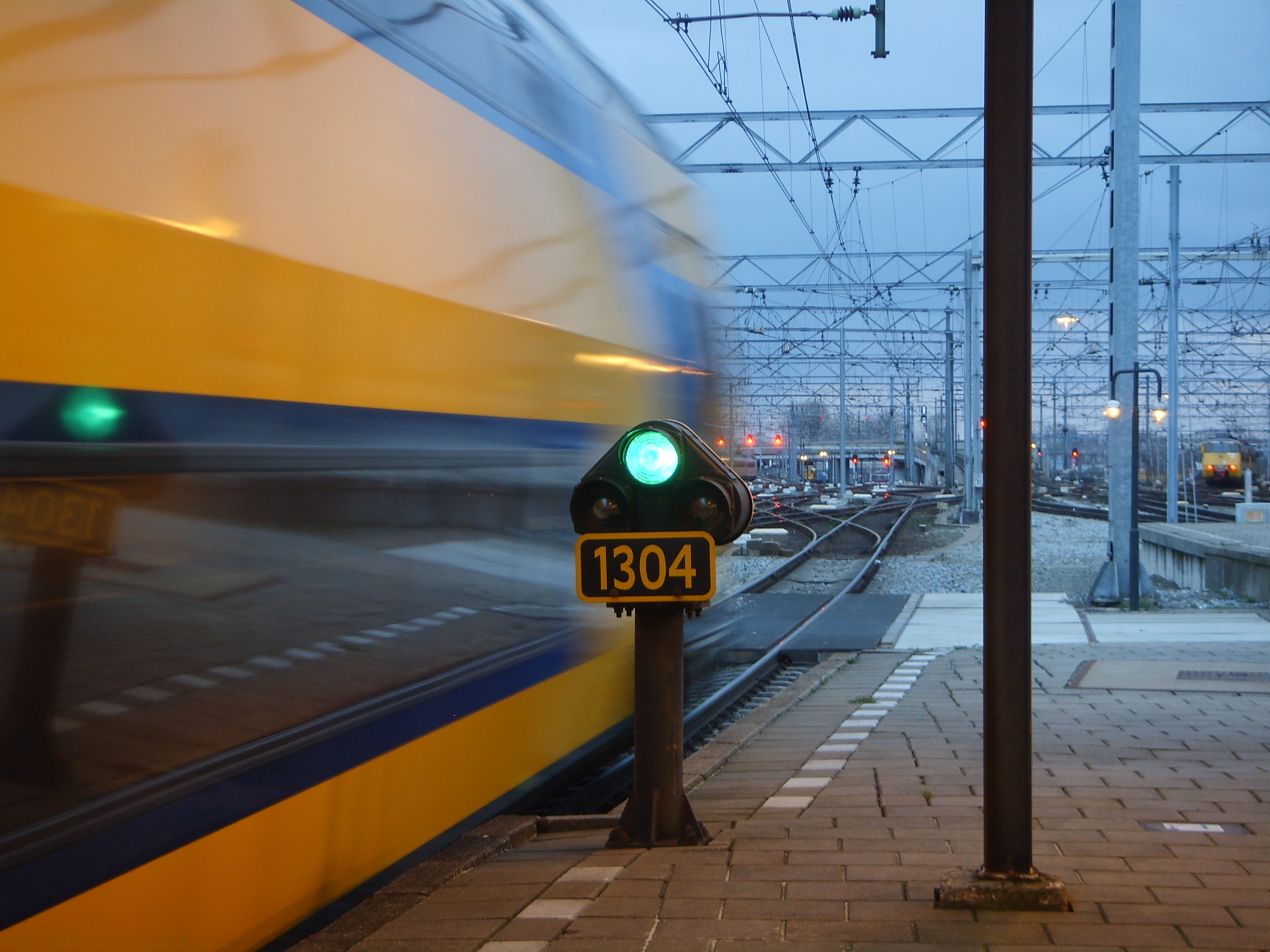
Señal indicando vía libre en la estación de Utrecht (Países Bajos).

La señalización ferroviaria se utiliza para indicar al maquinista las condiciones de la vía que se va a encontrar por delante, e instrucciones sobre como debe proceder en consecuencia.
En contraposición a las normalmente más conocidas señales de tráfico, en el ferrocarril se denomina como señales principalmente a las indicaciones para la regulación de tráfico, como semáforos y similares. La necesidad de cierta distancia para permitir que un tren frene condiciona este tipo de señales, ya que es necesario informar al tren de que debe parar con suficiente antelación al punto de parada.
Existen numerosos sistemas de señalización, desde indicaciones realizadas por personas a modernos sistemas automáticos de señalización en cabina.

## Historia

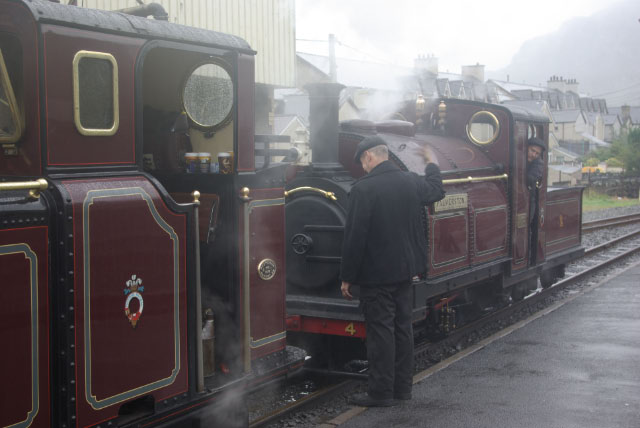
Señalización manual durante un acoplamiento.

Las primeras señales que se utilizaron eran realizadas por personas, que hacían distintos gestos a los trenes según si la línea estuviera libre o no. Más tarde se usaron distintos objetos, todos con la característica de que era necesaria la presencia física de la persona, por lo que el lugar en el que se mostraba la señal podía variar a voluntad; así se llegaron a emplear los banderines de diferentes colores y se agregó la señal de precaución.

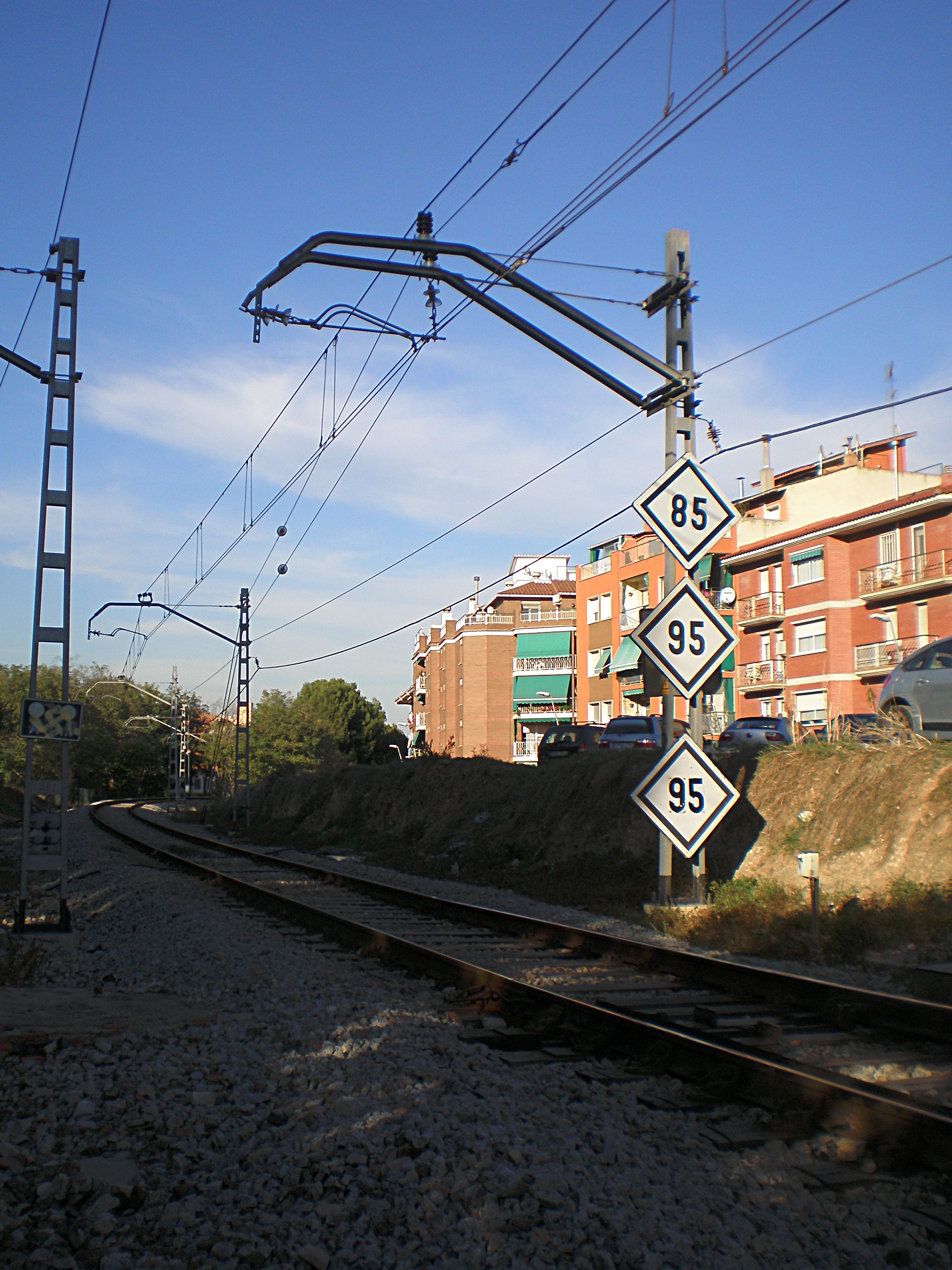
Señales de limitación de velocidad en la salida lado Parets del Vallès de la estación de Mollet-Santa Rosa (Mollet del Vallès, provincia de Barcelona). Las diferentes velocidades corresponden a los Tipos de tren, de arriba abajo: Tipo "Normal" o "N", Tipo "A" y Tipo "B".

El primer semáforo apareció en 1842 en el ferrocarril de Croydon, Inglaterra. En primer lugar no se precisaba la presencia del operario en el punto de la señal, ésta se presentaba en el mismo lugar, en un punto relativamente elevado y fácil de reconocer por el maquinista incluso en condiciones climatológicas adversas. En cierta forma también permitía la centralización, esto es, un agente podía gobernar desde un punto muchas señales a través de un sistema de cables que, al tensarse o destensarse y por medio de un sistema simple de polea, podía subir o bajar el brazo mecánico del semáforo. Sin embargo, cuando la visibilidad disminuía, al llegar la noche, el operario tenía que acercarse con el farol de petróleo o de aceite a darle las indicaciones al maquinista. Esto último se solventó poniendo el farol en la misma señal: fue el comienzo de las señales luminosas.
No todas las señales se basaban en la vista, pues existieron las señales acústicas, hoy en día desaparecidas en la mayoría de las compañías. Estas señales eran un pequeño explosivo encapsulado (generalmente plástico) que se sujetaba al riel por diferentes métodos. Al pasar el tren, la llanta de la rueda lo aplastaba y lo detonaba, y el ruido de la detonación obligaba al maquinista a detener el tren. La velocidad y las medidas de aislamiento de las cabinas de conducción inutilizaron esta señal.

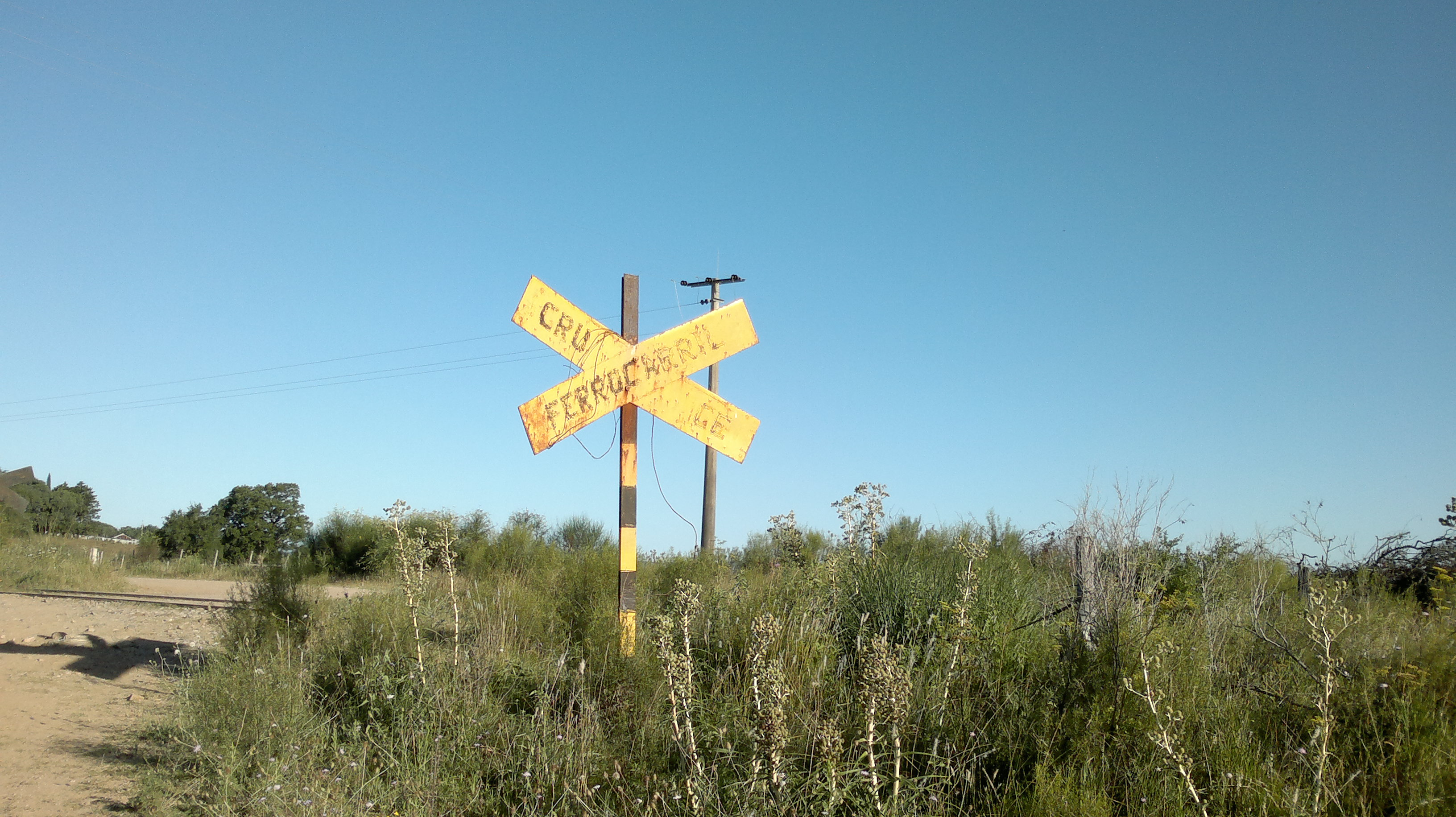
Vieja señal indicando el cruce del ferrocarril.

Las señales pasaron a sistemas más complejos a medida que se hacían avances tecnológicos, sustituyéndose el sistema de alambres por el hidráulico y más tarde el eléctrico. El avance de este tipo de señales trajo consigo, a su vez, el avance en los sistemas de bloqueo, como el bloqueo automático, sistema que aprovecha la conductividad de los raíles para obtener información del paso del tren, de forma que al pasar el tren por el cantón protegido por este tipo de bloqueo, las llantas cortocircuitan una pequeña corriente de control que circula por los raíles, que es detectada por la unidad de control, cerrando las señales para que ningún otro tren pueda invadir el cantón. Este sistema de uso mayoritario tiene la ventaja de que, en caso de rotura del raíl, se interrumpe el circuito, lo que es inmediatamente detectado por la unidad de control, cerrando las señales.
Actualmente la mayor parte de las señales dependen de sistemas informatizados, avisando incluso de la avería en el fundido de la bombilla del semáforo.

## Posición de las señales

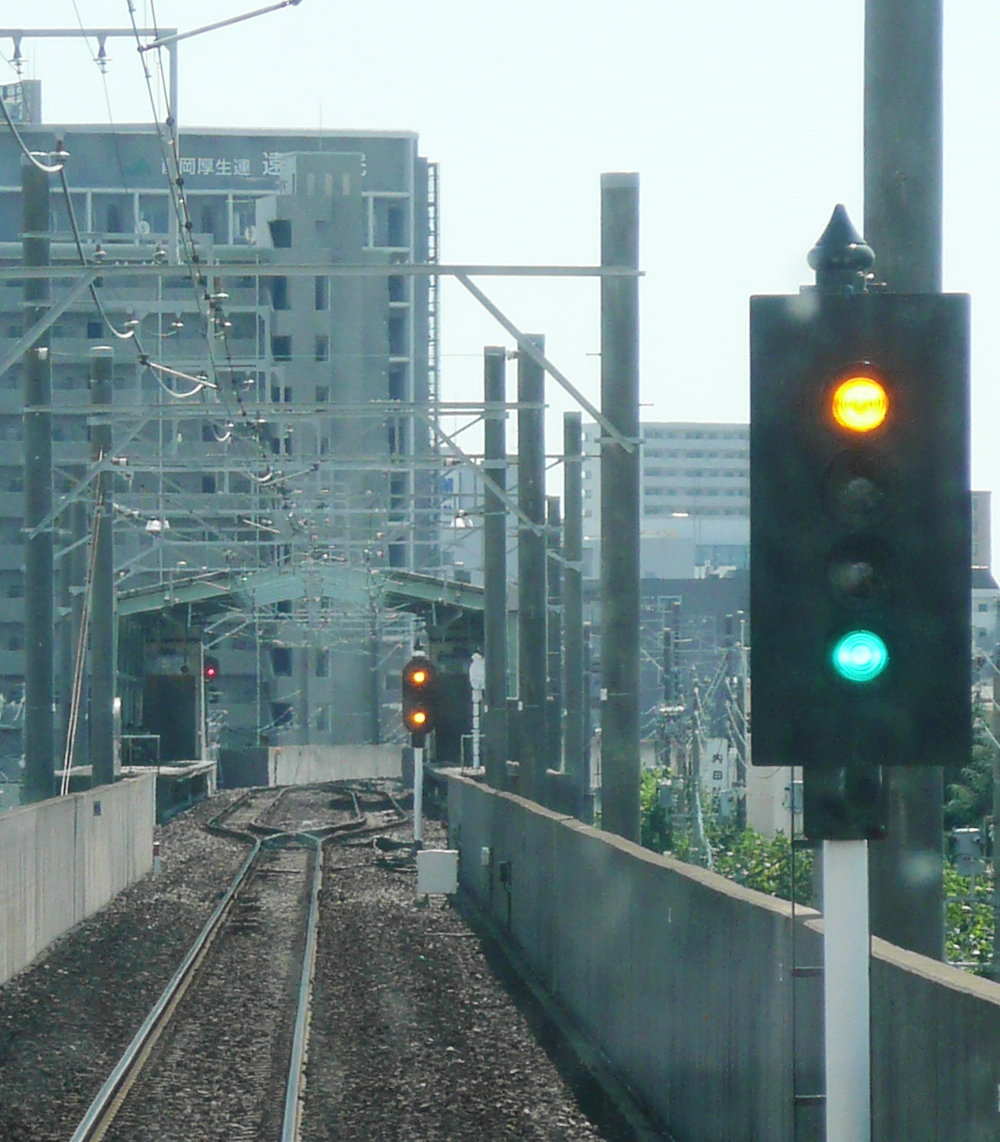
Señal avanzada y de entrada en Japón.

Normalmente un tren necesita una distancia importante para frenar, que puede ser superior a un kilómetro. Es por ello que las señales anuncian al tren cuándo debe parar con bastantes metros de antelación al punto de parada. Esto también es aplicable a las reducciones de velocidad, que deben ser anunciadas con mayor antelación cuanto mayor sea la reducción.
Esta situación suele resolverse con pares de señales: la que se sitúa en primer lugar indica que se debe comenzar a frenar, y la segunda indica el punto donde el tren debe detenerse o haber reducido su velocidad. En el caso de los semáforos, la secuencia que se encuentra el tren para detenerse es una primera señal de anuncio de parada (brazo inclinado en señales mecánicas, o ámbar en señales luminosas) y una segunda señal de parada (brazo horizontal en señales mecánicas, o rojo en señales luminosas) que es la que el tren no debe rebasar. En el caso de las señales de límite de velocidad, el tren  se encuentra en primer lugar una señal que le indica que debe comenzar a frenar y la velocidad hasta la que debe hacerlo, y en segundo lugar le indica el punto a partir del cual la velocidad está limitada.
Las señales son muy variables de unos sistemas ferroviarios a otros, existiendo numerosas excepciones. En el caso de su posición, en algunos sistemas ferroviarios las señales de limitación de velocidad no disponen de un anuncio previo para que el tren frene, ya que los agentes de conducción conocen suficientemente la línea como para adaptar su velocidad con la debida antelación. Asimismo, en líneas con una gran capacidad de frenada, como las líneas de metro, puede no ser necesario la existencia de señales de anuncio, ya que los trenes son capaces de frenar sin problemas ante una señal en parada.
En un origen, el control de tráfico se realizaba entre estación y estación, de modo que se garantizaba que dos trenes no coincidieran en la misma vía, manteniendo un único tren entre dos estaciones contiguas. Para ello las señales se sitúan a la entrada y salida de la estación:
- la «señal de entrada» indica si el tren tiene vía libre dentro de la estación y si se le autoriza al tren a entrar
- la «señal de salida» indica si tiene vía libre hasta la siguiente estación
- la «señal avanzada» es la que anuncia el estado de la señal de entrada y permitir que el tren pueda frenar antes de entrar en la estación si ésta se encuentra en parada. La indicación puede ser «vía libre» o «anuncio de parada», si la señal de entrada indica parada.

Para la regulación del tráfico se han ido añadiendo nuevas señales:
- la «señal de protección» es la que protege el acceso a un cargadero
- la «señal de retroceso» es la que se sitúa a contravía o en el interior de una estación
- y la «señal de paso a nivel» la que indica si en el siguiente paso a nivel las barreras han actuado correctamente.

La generalización de bloqueos automáticos permitió situar más de un tren entre estaciones contiguas, dividiendo la vía en varios cantones. Con ellos se introdujeron las «señales intermedias», que protegen cada uno de los cantones. Al existir varias señales entre estaciones contiguas, cada una de las señales actúa como señal avanzada de la siguiente, situándose en anuncio de parada si la señal siguiente indica parada.

### Señales permisivas

Indicación de una señal no permisiva de la red francesa.

En aquellas señales intermedias en vías en las que solo se circula en un sentido y no hay aparatos de vía, se puede asumir que una señal de parada indica que nos estamos acercando al tren precedente. En este caso, entrar en un cantón ocupado no implica peligro siempre que no se produzca una colisión por alcance con el tren precedente. Por ello este tipo de señales se pueden rebasar cuando se tomen las precauciones necesarias para evitar la colisión, siendo estas condiciones habitualmente las de detenerse ante la señal en rojo para después reiniciar la marcha a muy poca velocidad hasta la señal siguiente. La escasa velocidad permite al operario del tren detenerse antes de la cola del tren anterior en caso de cualquier incidencia.
Este tipo de señales se denominan habitualmente «permisivas», ya que permiten ser rebasadas en rojo bajo ciertas condiciones. Se identifican con un cartelón en el poste de la señal que indica la permisividad (o la no permisividad en sistemas que consideran todas las señales permisivas por defecto), cartelón diferente según la normativa de cada país.
Cuando es posible entrar con precaución en un tramo donde hay otro tren, pero existen otros elementos protegidos por las señales (como que los aparatos de vía estén correctamente configurados), es necesario que el rebase sea autorizado por el gabinete de circulación, considerándose una señal no permisiva.

### Señalización en cabina

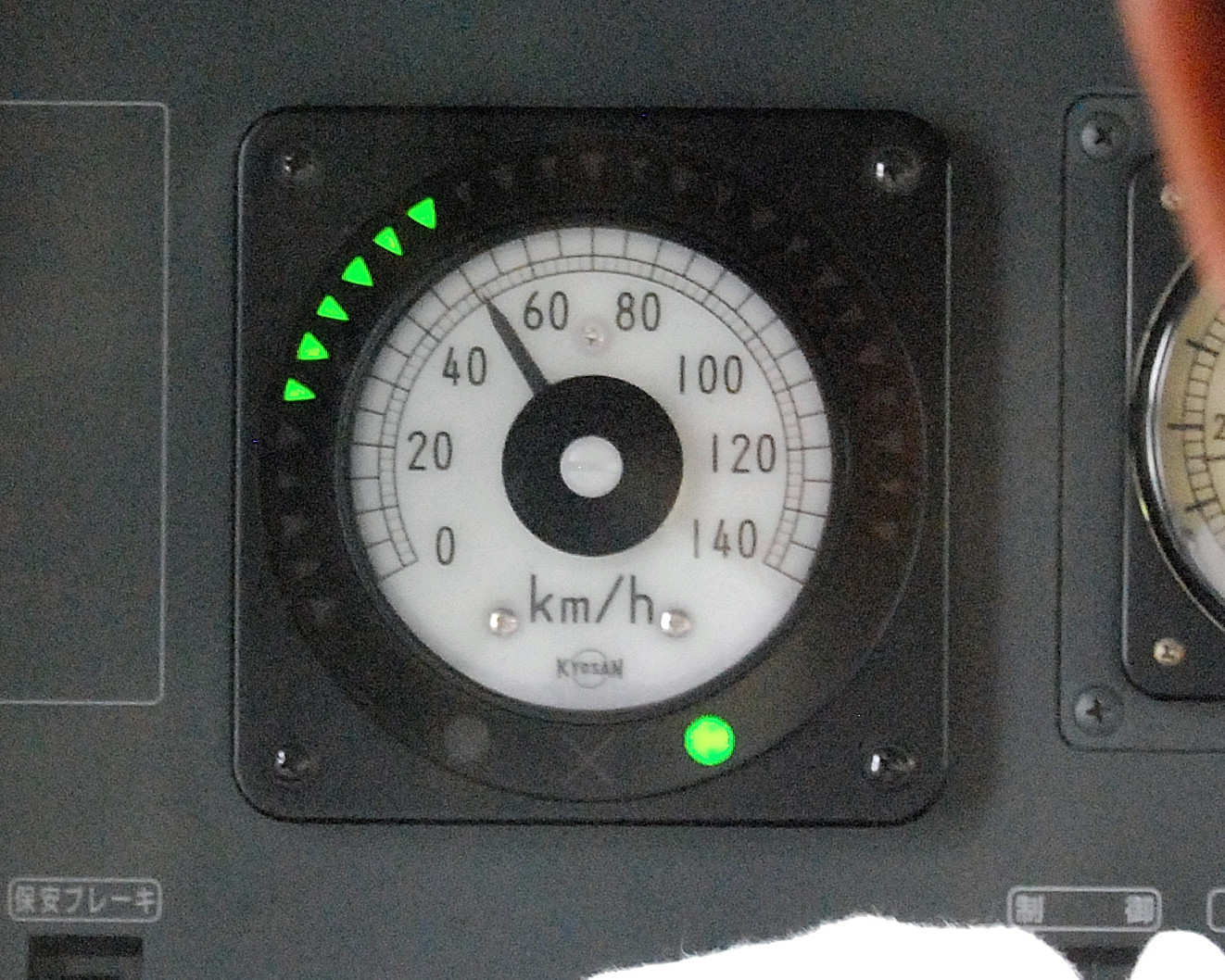
Indicador de velocidad con un sistema de señalización en cabina.

La aparición de la alta velocidad y la imposibilidad de los agentes de conducción de observar adecuadamente las señales a esas velocidades, han llevado al desarrollo de sistemas de señalización en cabina. Hay una gran variedad de sistemas de señalización en cabina.
Entre los más sencillos están los sistemas de alarma automáticos, que tienen la función de garantizar que el agente del tren haya comprendido las señales. Algunos disponen de un botón que el agente ha de pulsar tras pasar cada señal, y si el maquinista no reconoce la señal o la pasa en rojo, el tren frena automáticamente. La transmisión de la posición de las señales se realiza mediante balizas situadas puntualmente.
Los sistemas habitualmente utilizados en alta velocidad disponen de una pantalla donde indican la situación de las señales. Eventualmente pueden mostrarse otras indicaciones como el resto de las señales por delante en la línea, las limitaciones de velocidad u otras. Algunos sistemas incluyen indicadores analógicos, como indicadores de velocidad máxima. La transmisión se efectúa mediante balizas puntuales, cables radiantes, a través del carril o mediante radio.
Cuando el sistema de señalización es suficientemente avanzado, se puede llegar a prescindir de la señalización lateral. En el caso del sistema ERMTS existe la posibilidad de solo colocar un símbolo que indica el fin de cada cantón, para saber el punto ante el que tren se debe detener si la señalización en cabina así lo indica, sin que exista ninguna señalización luminosa. Muchas líneas de alta velocidad mantienen la señalización lateral para poder funcionar a baja velocidad en caso de incidencia del sistema de señalización en cabina y permitir la circulación de trenes que no disponen de cabinas preparadas.

## Tipos de señales según su forma

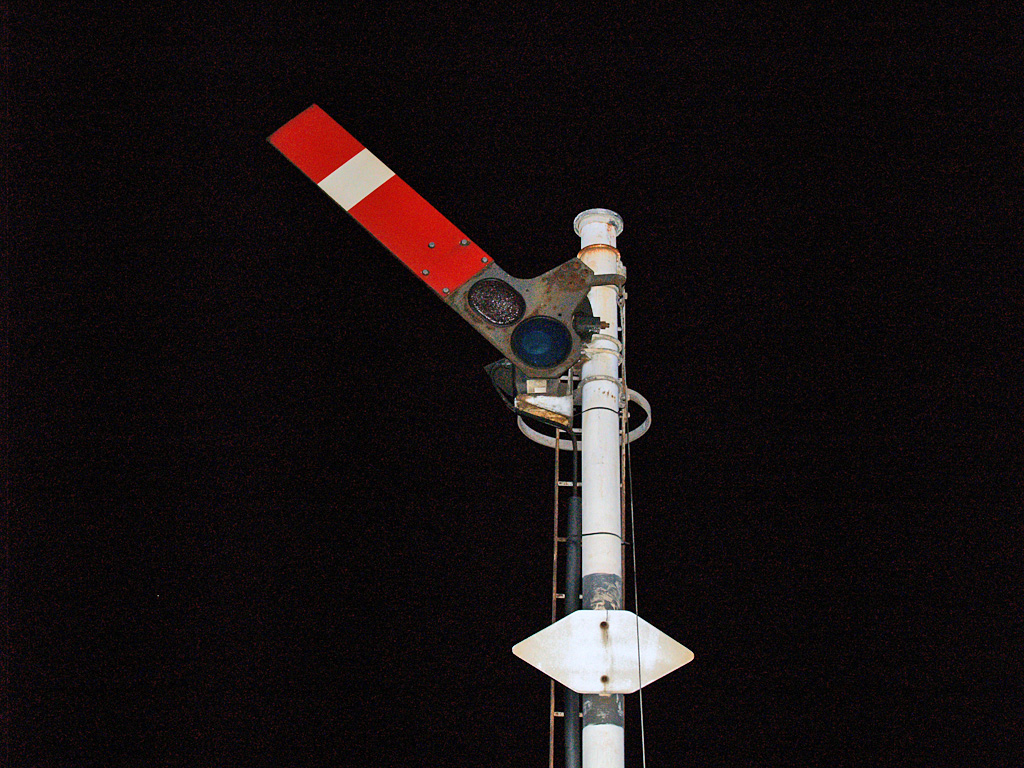
Señal mecánica.

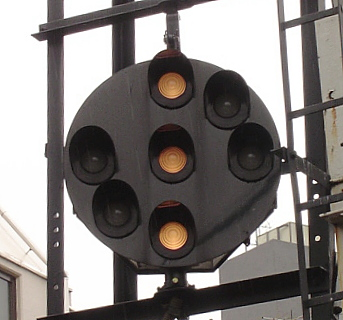
Señal mediante posición de luces

En el caso de las señales que varían indicando si un tren puede o no circular, conocidas en algunos casos como «semáforos», se pueden encontrar diferentes tipos. Todos son capaces de mostrar la misma información, e incluso se pueden encontrar conjuntamente en la misma línea, la única diferencia reside en cómo están realizadas.

### Señales mecánicas
Las señales mecánicas se componen exclusivamente de un mecanismo y no disponen de piezas eléctricas. Constan de un brazo mecánico que puede moverse en diferentes posiciones, indicando generalmente vía libre cuando se encuentra vertical y parada cuando se encuentra horizontal.
El color del brazo depende del tipo de señal y de lo que la señal indique. Su cambio de posición se realiza a través de unos cables metálicos, que pueden ser movidos directamente desde el enclavamiento de la estación anexa o remotamente mediante motores eléctricos o hidráulicos.
Algunas señales mecánicas disponen de iluminación para ser claramente entendidas tanto de noche como en condiciones meteorológicas adversas.

### Señales mediante luces de colores

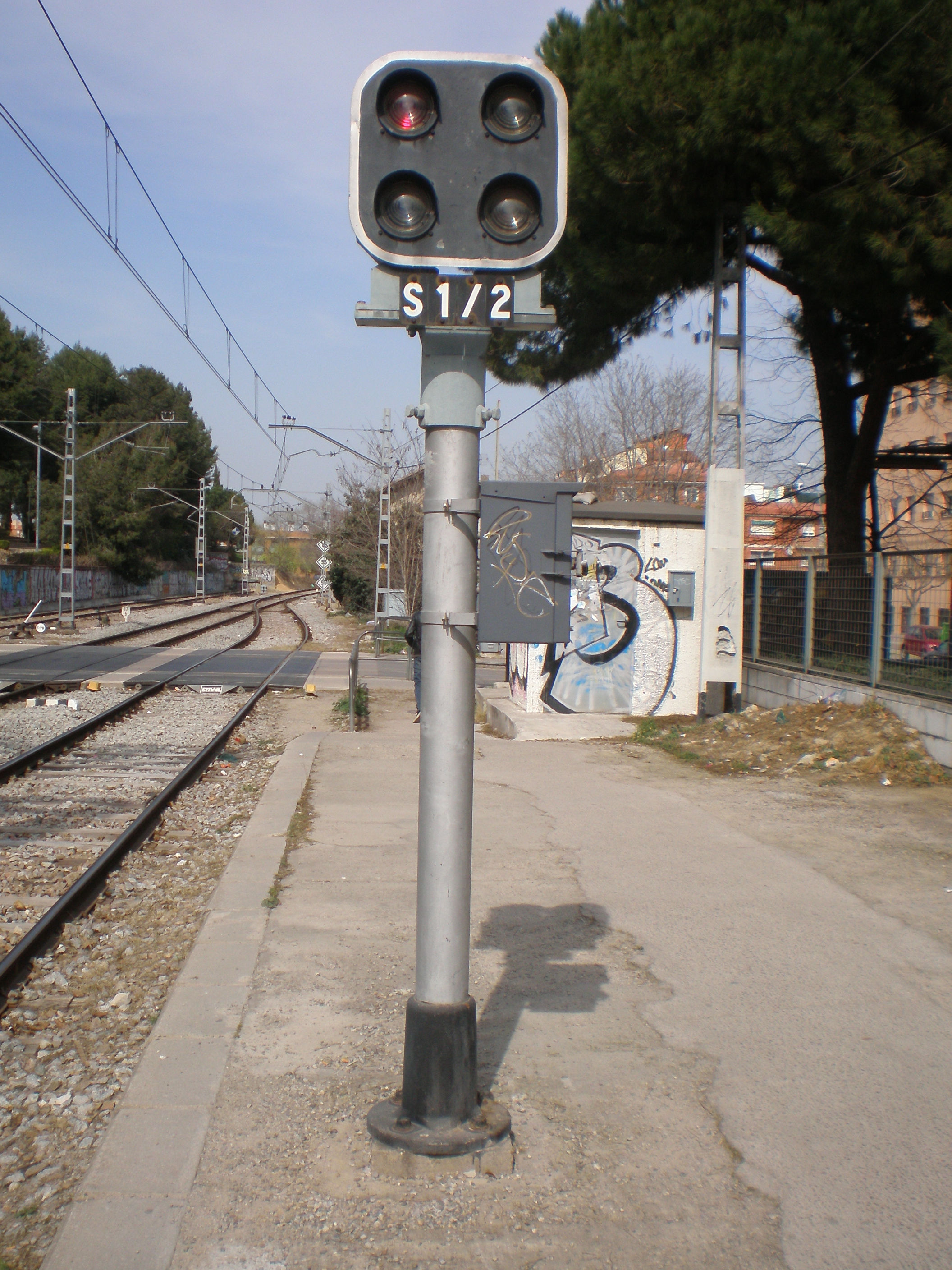
Señal de salida, lado Parets del Vallès, en la estación de Mollet-Santa Rosa (Mollet del Vallès provincia de Barcelona).

Son muy parecidas a los semáforos utilizados en el tráfico rodado, aunque la posición de las luces y su indicación es diferente. A diferencia de las señales mecánicas, requieren continuamente de alimentación eléctrica. Las lentes utilizadas son de tipo «Fresnel», que permiten que la luz sea visible desde muchísima distancia a cambio de que solo sea visible en un reducido ángulo.

### Señales mediante posición de luces
Un sistema intermedio entre las dos anteriores consiste en un disco que contiene varias luces, dependiendo la indicación de la posición de estas. Así, normalmente se dispone de una línea de luces que indican vía libre cuando se sitúan en vertical y parada cuando se sitúan en horizontal. El cambio de una indicación a otra puede realizarse tanto girando el disco como encendiendo lámparas diferentes para cada una de las posiciones.
En ocasiones las luces no solo cambian de posición, sino que además cambian de color, dando una indicación redundante y por lo tanto más segura de su situación. Este tipo de indicación es muy poco habitual en países hispanohablantes.

## Accionamiento de las señales
Las señales pueden ser accionadas tanto a mano por agentes de circulación como automáticamente por sistemas ferroviarios diseñados al efecto. La posición de las señales las decide el bloqueo ferroviario, que es el sistema que evita la colisión entre trenes abriendo y cerrando las señales que tiene asignadas. En el caso de las estaciones, las señales son manejadas a través de un enclavamiento.

## Indicaciones
Las indicaciones son muy variables de unos sistemas a otros, aunque algunas indicaciones suelen ser generales a todos los sistemas. Aun así siempre hay excepciones, por ejemplo, aunque el verde se utiliza para indicar vía libre y el rojo para parada, en algunas líneas de alta velocidad para estas indicaciones se emplea el blanco y el azul, respectivamente. Las indicaciones más usuales son las siguientes:
| Indicación            | Posición de la señal | Actuación |
| --------------------- | -------------------- | --- |
| Vía libre             |                      | Circular normalmente si nada se opone. |
| Anuncio de parada     |                      | Indica al agente del tren que debe ponerse en condiciones de parar ante la señal siguiente, piquete de salida de la vía de estacionamiento o final de vía. |
| Parada                |                      | Ordena al agente del tren parar ante la señal sin rebasarla. |
| Anuncio de precaución |                      | No exceder de 30 km/h o la velocidad indicada por la alfanumérica de información fija o variable luminosa, al paso por las agujas situadas a continuación de la siguiente señal. |
| Rebase autorizado     |                      | Indica que la señal de parada puede ser rebasada siguiendo la normativa. Se utiliza para acceder con autorización a vías donde ya hay otro tren u otra incidencia durante una maniobra. |
| Movimiento autorizado |                      | Indica al maquinista, dentro de una estación (solo se encuentra allí, nunca en plena vía), que reinicie la marcha hasta la señal siguiente, atendiendo a lo que esta indique. En algunas estaciones es necesaria la señal de marche el tren. Si se trata de un tren en movimiento, circulará normalmente si nada se opone. Y si fuese una maniobra, circulará cuando lo ordene el encargado de la misma. |